# Félix Martínez de Torrelaguna
Félix Martínez de Torrelaguna fue gobernador interino de Nuevo México de 1715 a 1716. Dejó el cargo para ir a Ciudad de México a defenderse de problemas legales.

## Biografía
Torrelaguna nació en Alicante en Valencia, España. Se convirtió en un oficial superior bajo Diego de Vargas, quien lo reclutó en 1693 en Zacatecas. Luchó durante la reconquista de Nuevo México después de la Revuelta de los indios Pueblo de 1680, sirviendo como ayudante de Vargas, luego como comandante de El Paso del Norte, y desde 1703 como capitán del presidio de Santa Fe. En el 3 de junio de 1715, Félix Martínez asumió el mando de la Compañía Presidial de Santa Fe de manos de Antonio Valverde y Cosío.
El virrey nombró a Félix Martínez para suceder a Juan Ignacio Flores Mogollón como gobernador de Nuevo México, quien asumió el cargo en Santa Fe el 1 de diciembre de 1715. En 1716, realizó una expedición hacia el oeste en la región de Moquis, con el fin de someter algunos poblados Hopi a los españoles. A principios de 1717, dejó el cargo debido a un problema legal sobre el suministro del presidio. En 1726, regresó a Nuevo México para defenderse, después de lo cual regresó definitivamente a la Ciudad de México.